# Цокалка білолоба
Цокалка білолоба (Epthianura aurifrons) — вид горобцеподібних птахів родини медолюбових (Meliphagidae). Ендемік Австралії.

## Поширення
Вид поширений по всій південній Австралії (включаючи Тасманію) від затоки Шарк в Західній Австралії до Дарлінг-Даунс у Квінсленді. Мешкає у відкритій місцевості із низькою рослинністю, включаючи самфір (Tecticornia), чайне дерево (Melaleuca) і верес, у солончаках і прибережних дюнах, на болотах або мангрових заростях та навколо внутрішніх солоних озер. Зазвичай він веде осілий спосіб життя у вологішій південній частині свого ареалу, хоча може бути кочовим у посушливих районах.

## Опис
Птах завдовжки 11–13 см і вагою 11–17 г. У самця біле обличчя та груди, обрамлені чорною смугою через груди та потилицю до задньої частини тімені. Верхня частина тіла сріблясто-сіра, крила і надхвістя темно-коричневі, черевце біле. Очі самця рожево-білі, тоді як очі самиці карі. Самиця має сіро-коричневий верх і білий або блідо-сірий низ з слабкою чорно-коричневою смугою на грудях.